# 劉璣 (正德進士)
刘玑（？—？年），錦衣衛校籍，陕西盩厔縣人。明朝政治人物。

## 生平
正德八年（1513年）癸酉科順天府乡试舉人，正德九年（1514年）联捷甲戌科三甲第二十二名進士，历官工部都水司郎中，嘉靖四年（1525年）七月升两淮都转运盐使司同知。历升山西行太仆寺卿，二十年六月升山东按察使，官至山西左布政使。